# Juan Cuadrado
Juan Guillermo Cuadrado Bello (Necoclí, 26 maggio 1988) è un calciatore colombiano, di ruolo difensore o centrocampista del Pisa.

## Biografia
Figlio di Marcela Bello Guerrero e Guillermo Cuadrado, il padre era un camionista, rimasto ucciso quando il figlio Juan era solo un bambino; è stata la madre a crescerlo e a incoraggiarlo per prima a dedicarsi al calcio, mantenendolo lavorando nelle piantagioni di banane. È sposato con Melissa, dalla quale ha avuto due figli.
Nel 2024 ottiene la cittadinanza italiana.

## Caratteristiche tecniche

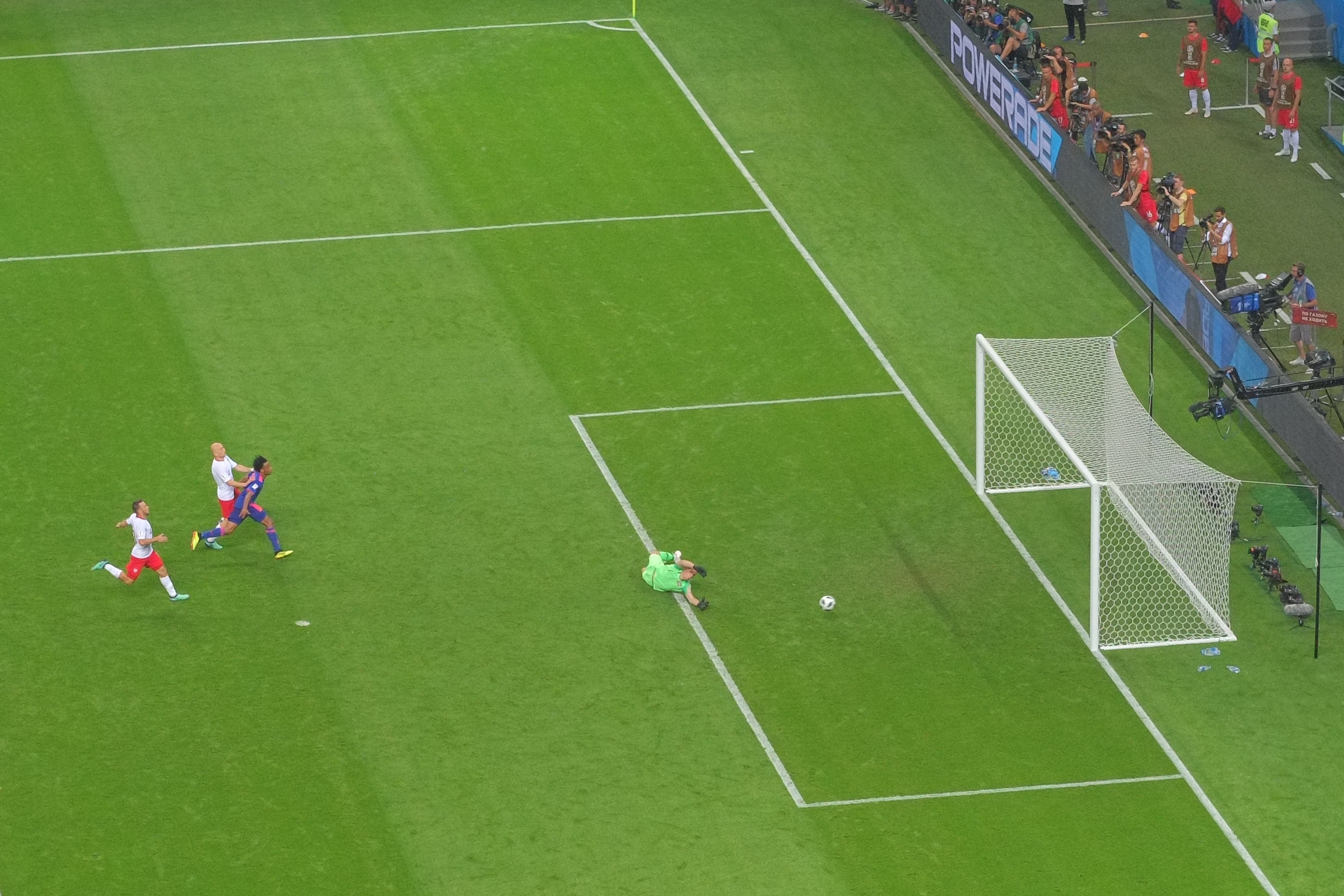
Cuadrado (terzo da sinistra) batte in contropiede il portiere Szczęsny, all'epoca suo compagno di club a Torino, e segna il definitivo 3-0 della Colombia sulla al

Giocatore che ha nella velocità e nel dribbling le sue caratteristiche migliori – in Serie A si è più volte distinto come il migliore dribblatore nell'arco di un campionato –, è un esterno di centrocampo dall'ottima tecnica e avvezzo ai virtuosismi, che sulla fascia destra può saltare l'avversario creando superiorità numerica, andando al cross o servendo l'assist ai compagni, o ancora accentrandosi per cercare lui stesso la conclusione a rete.
Divenuto nel corso degli anni un jolly molto duttile, può essere impiegato anche in posizione più avanzata e offensiva, come attaccante esterno o seconda punta, oppure più difensiva, come terzino, ruolo quest'ultimo ricoperto agli esordi in patria e poi reinterpretato stabilmente nella seconda parte di carriera a Torino. Nelle fasi finali della carriera è stato occasionalmente impiegato, in nazionale, anche come mediano.

## Carriera

### Club

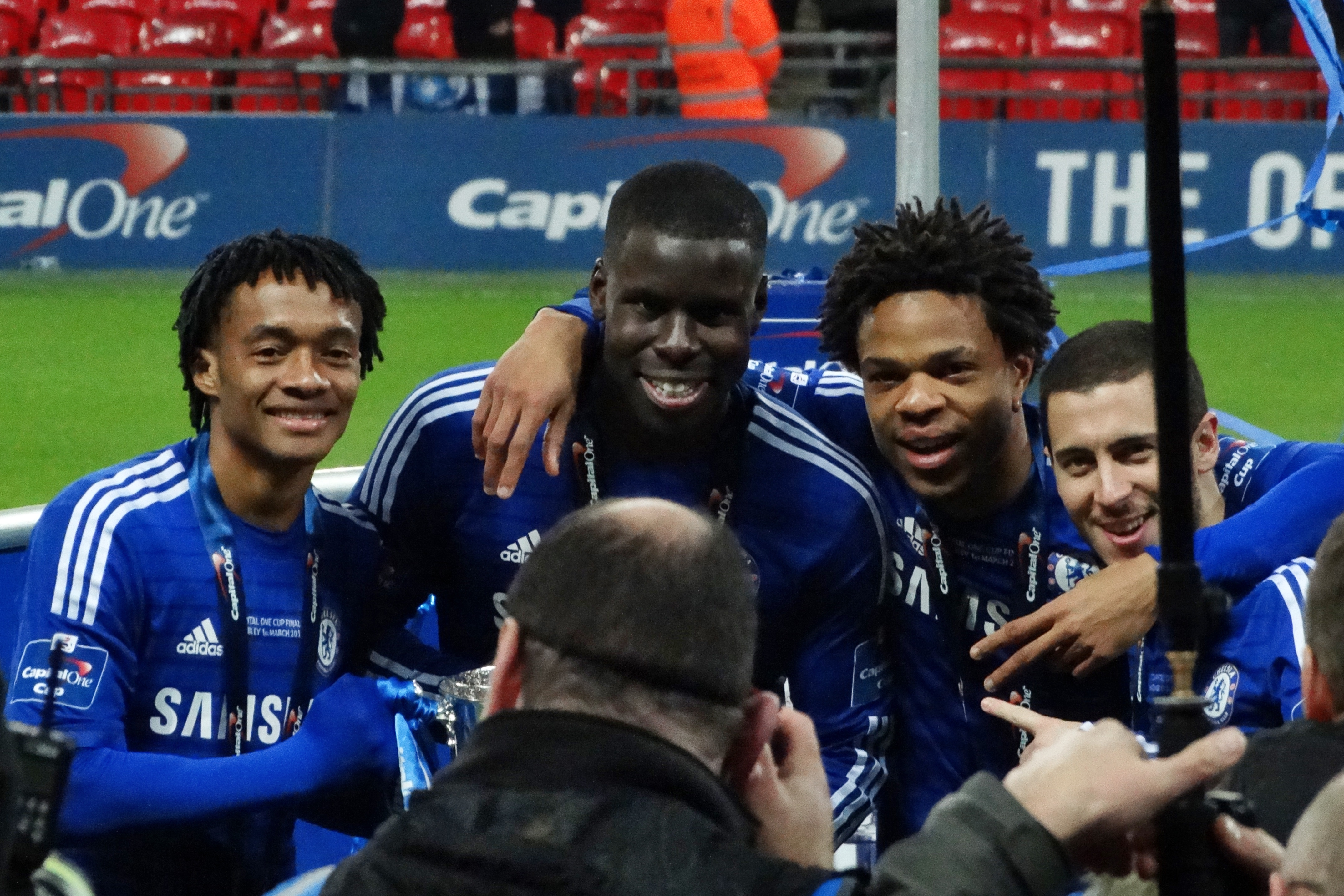
Cuadrado (a sinistra) festeggia con i compagni del Chelsea la vittoria nella Football League Cup 2014-2015

#### Independiente Medellín, Udinese e Lecce
Laterale destro di difesa, muove i primi passi nel settore giovanile dell'Atlético Uraba, prima di essere ingaggiato dall'Independiente Medellín nel 2007. All'inizio del 2008 viene aggregato alla prima squadra, nella quale totalizza 21 presenze e 2 reti. Agli inizi di giugno il presidente dei rossoblù conferma l'interesse che il club italiano dell'Udinese mostra verso il giocatore, che il 5 luglio 2009 viene acquistato dai friulani a titolo definitivo, debuttando in Serie A il 1º novembre successivo. Rimane a Udine per un biennio, durante il quale, complice anche il difficile ambientamento al calcio europeo, non riesce a trovare molto spazio tra i bianconeri.
Il 3 agosto 2011 passa al Lecce con la formula del prestito secco. La sua prima rete in giallorosso, prima in assoluto anche nella massima serie italiana, è del 6 novembre dello stesso anno nella sfida-salvezza del Manuzzi contro il Cesena, vinta 1-0 grazie a un suo tiro deviato da un difensore romagnolo. Alla fine del campionato, nonostante l'ottimo rendimento offerto dal colombiano, la squadra salentina retrocede e Cuadrado fa ritorno a Udine.

#### Fiorentina
Il 23 luglio 2012 la Fiorentina preleva il calciatore dall'Udinese in prestito oneroso con diritto di riscatto della metà. Esordisce in maglia viola il 18 agosto seguente, nella gara di Coppa Italia vinta 2-0 a Firenze contro il Novara, subentrando al 58' a Pasqual. Segna il suo primo gol in maglia gigliata il 4 novembre 2012, nella gara casalinga di campionato vinta 4-1 contro il Cagliari.
Il 17 giugno 2013 la società toscana esercita il diritto di opzione sulla metà del cartellino, con Cuadrado che diventa così in comproprietà tra Fiorentina e Udinese. Segna nella partita d'andata dei play-off di UEFA Europa League contro gli svizzeri del Grasshoppers, partita finita 1-2. Sigla poi la sua prima doppietta nella nona giornata di campionato, nella trasferta sul campo del Chievo vinta 2-1.
Il 19 giugno 2014 la compartecipazione del giocatore viene risolta a favore della Fiorentina: è la più costosa operazione di mercato della Fiorentina nella gestione Della Valle, a fronte di un esborso totale di 21 milioni di euro. Il 18 settembre seguente segna il primo gol stagionale in Europa League ai francesi del Guingamp. L'11 dicembre, in Fiorentina-Dinamo Minsk 1-2 di Europa League, tocca quota 100 presenze con i viola. Nell'ultima stagione a Firenze segna 6 gol in 23 partite; complessivamente con la Fiorentina ha giocato 106 partite segnando 26 gol.

#### Chelsea

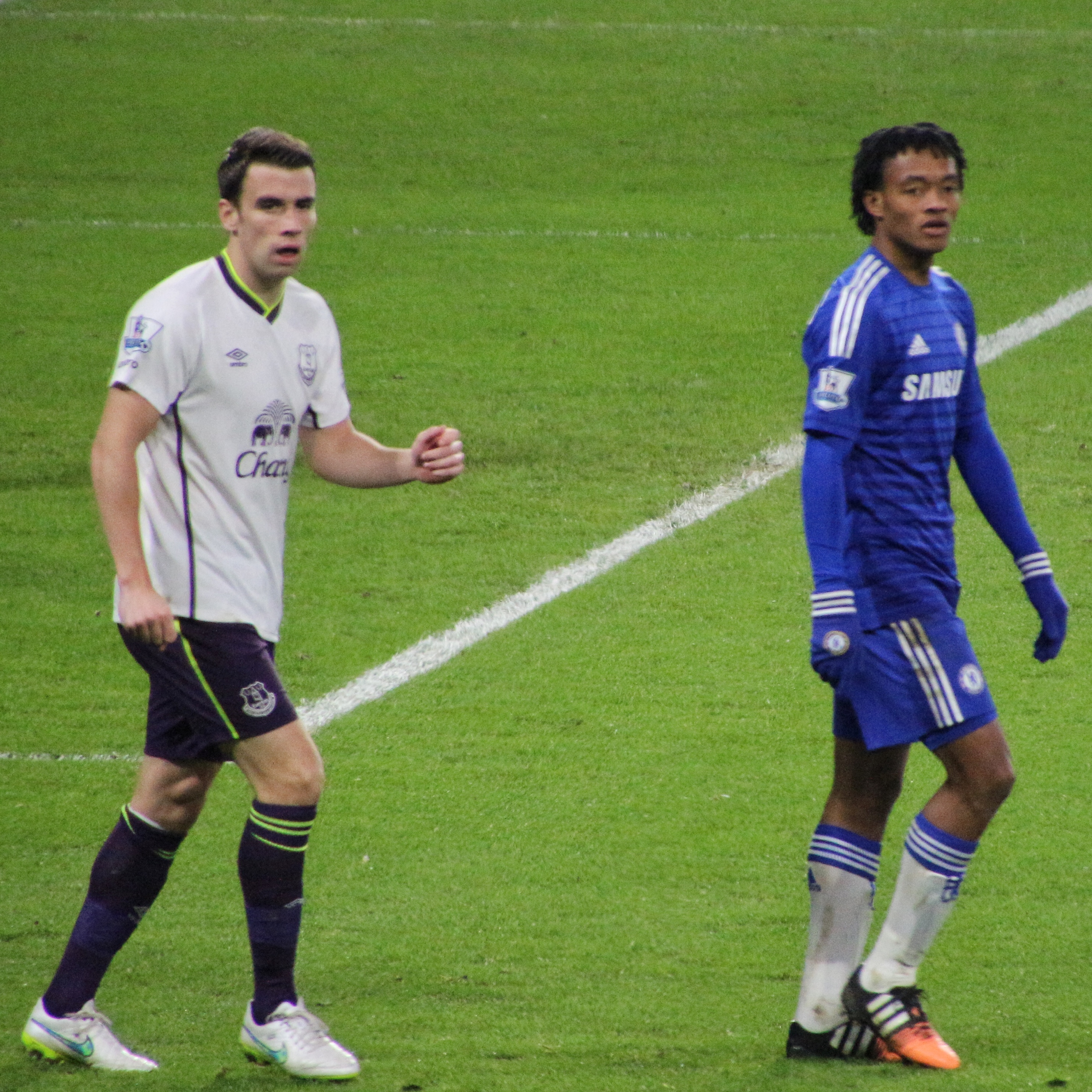
Cuadrado (a destra) al Chelsea nel 2015, marcato da Séamus Coleman dell'

Il 2 febbraio 2015 viene ufficializzato il passaggio del giocatore al club inglese del Chelsea, per 30 milioni di euro più il prestito semestrale di Salah. Cinque giorni più tardi debutta con la nuova maglia, nella vittoria per 2-1 sul campo dell'Aston Villa, subentrando a Willian all'80' di gioco. ll 17 dello stesso mese seguente fa il suo esordio assoluto in Champions League, nella partita pareggiata per 1-1 contro i francesi del Paris Saint-Germain al Parco dei Principi. Il 28 febbraio vince con i Blues la Football League Cup superando 2-0 in finale i concittadini del Tottenham, match in cui gioca l'ultimo quarto d'ora.
Nel prosieguo di stagione, tuttavia, non riesce a trovare ulteriore spazio agli ordini di José Mourinho, finendo per risultare avulso dagli schemi del tecnico lusitano. Il 3 maggio può comunque fregiarsi della vittoria della Premier League, arrivata grazie al successo 1-0 contro il Crystal Palace a Stamford Bridge. Chiude il semestre a Londra con 12 presenze tra campionato e coppe, senza mai andare a segno.

#### Juventus

##### 2015-2019
Il 25 agosto 2015 il Chelsea cede il giocatore in prestito annuale al club italiano della Juventus. Cinque giorni dopo Cuadrado fa il suo esordio in bianconero, nella sconfitta per 1-2 sul campo della Roma, subentrando a Padoin nella ripresa; il 16 settembre debutta in Champions League con la nuova maglia, nella partita vinta 2-1 sugl'inglesi del Manchester City al City of Manchester Stadium. Il 31 ottobre segna il suo primo gol in bianconero, decidendo in extremis il derby della Mole contro il Torino con una rete al 3' di recupero; il 16 marzo 2016 segna la sua prima rete europea con la maglia bianconera, siglando all'Allianz Arena il raddoppio juventino nella sfida poi persa 2-4 ai supplementari contro il Bayern Monaco, negli ottavi di Champions League: a fine stagione, la UEFA inserirà questa marcatura tra le 10 più belle dell'edizione.
Nel frattempo il 25 aprile 2016, a coronamento di una rimonta-record cui proprio Cuadrado diede il la con il suo gol nel derby torinese, vince in maglia bianconera il suo primo campionato italiano; il successivo 21 maggio conquista anche la sua prima Coppa Italia, subentrando a gara in corso nella finale di Roma contro il Milan, e fornendo l'assist a Morata per il decisivo 1-0 dei piemontesi ai supplementari.

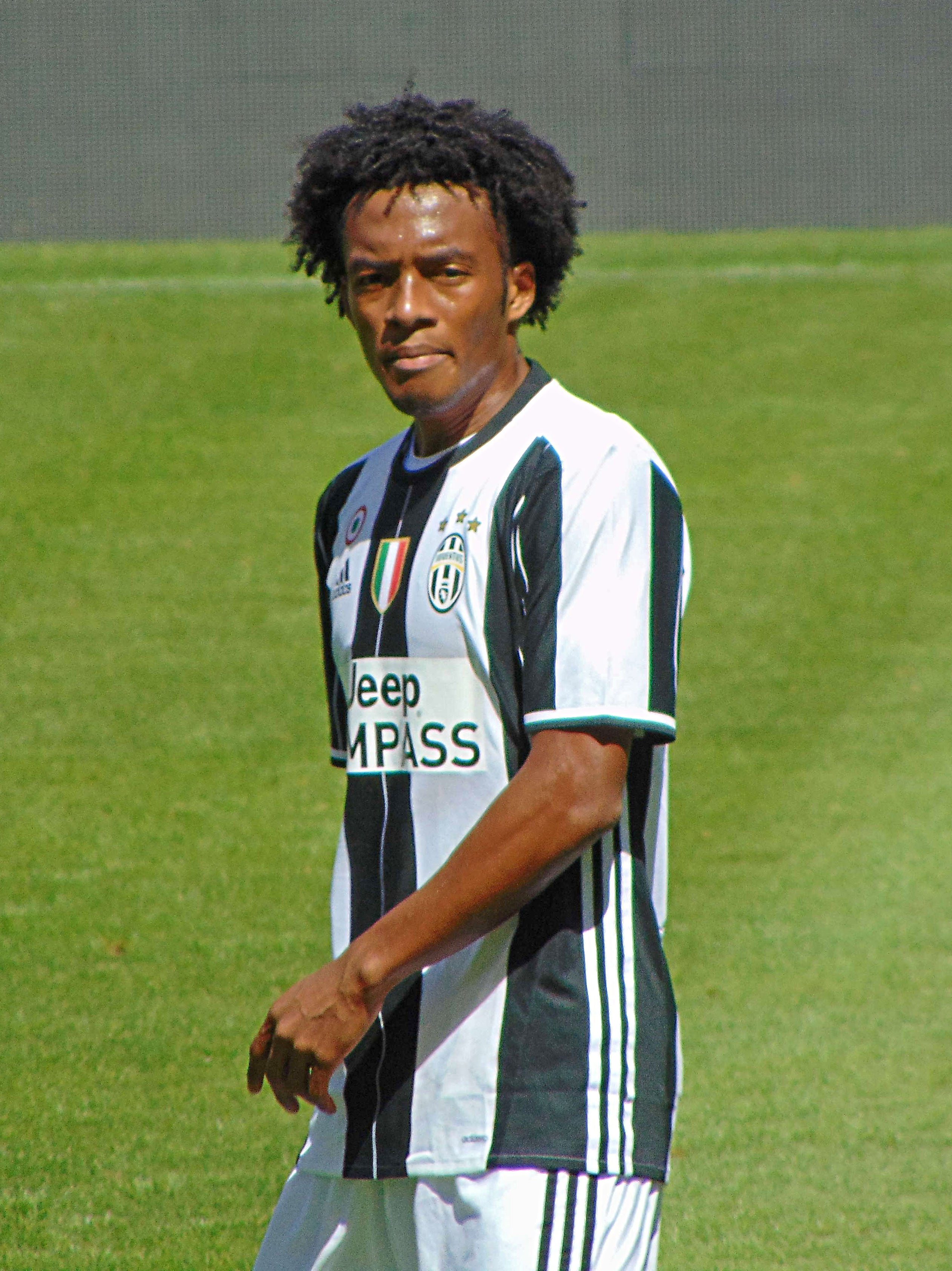
Cuadrado alla Juventus nel 2017

Inizialmente rientrato al Chelsea nell'estate 2016, lo stesso Cuadrado spinge per un suo ritorno alla Juventus, concretizzatosi il 31 agosto sulla base di un prestito triennale a fronte di un corrispettivo annuo di 5 milioni di euro. Il 18 ottobre, in occasione della trasferta di Champions League con il Olympique Lione, segna il gol che consegna la vittoria ai bianconeri per 1-0. Il 5 febbraio 2017, in campionato, il colombiano decide il derby d'Italia vinto per 1-0 a Torino contro l'Inter. Dopo aver centrato con la Juventus anche nella stagione 2016-2017 il double nazionale, il 22 maggio viene riscattato dal club bianconero per 20 milioni di euro.
Nella stagione 2017-2018 mette in bacheca ancora una volta un double domestico, segnando gol decisivi nella trasferta col Genoa e in casa col Benevento, oltreché nella classica di Torino col Milan; è inoltre questa la stagione in cui l'allenatore dei torinesi, Massimiliano Allegri, comincia a reimpostarlo da esterno a terzino. Più travagliata si rivela l'annata 2018-2019: dopo essere andato a segno in campionato nella gara contro il Cagliari, incappa in un infortunio al ginocchio sinistro nella trasferta dicembrina di Champions League contro lo Young Boys, che lo costringe all'operazione e a saltare gran parte della seconda tornata della stagione; rientra in campo solo nell'aprile 2019, vincendo comunque il suo quarto scudetto consecutivo con i torinesi.

##### 2019-2023
Torna a pieno regime per stagione 2019-2020, in cui anche il nuovo allenatore juventino Maurizio Sarri lo predilige con compiti più difensivi, impiegandolo come terzino destro. Al termine di un campionato drammatico per ragioni extrasportive, dilatatosi fino all'estate causa lo stop primaverile dettato dalla sopraggiunta pandemia di COVID-19, il colombiano conquista il suo quinto titolo italiano consecutivo, andando a segno nelle gare casalinghe contro Brescia e Torino; in precedenza, in Champions League aveva realizzato il primo gol stagionale dei piemontesi nella competizione, nel pareggio 2-2 sul terreno dell'Atlético Madrid.

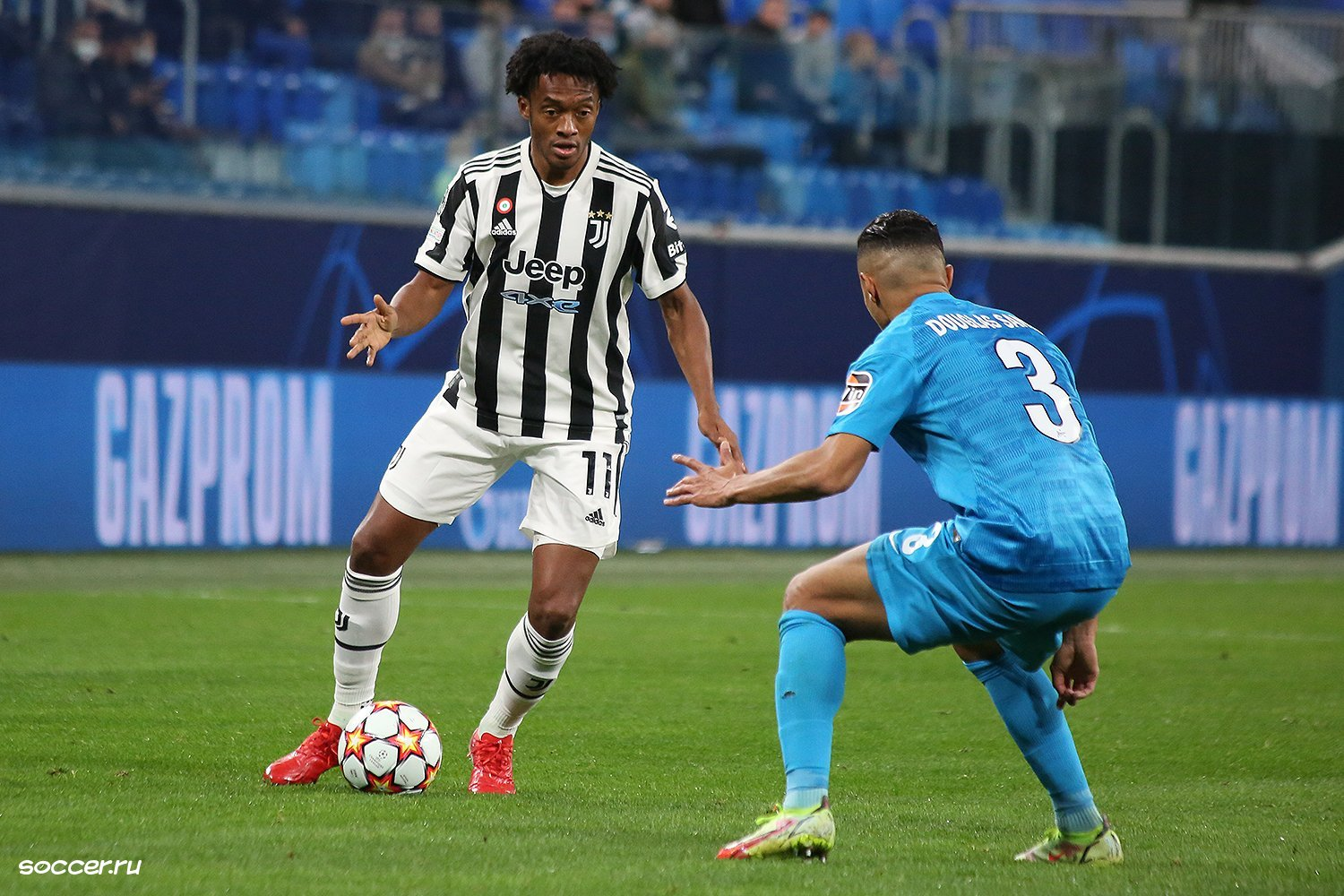
Cuadrado (a sinistra) in maglia juventina nel 2021, mentre affronta Douglas Santos dello

Con l'annata seguente, che lo vede agli ordini dell'ex collega Andrea Pirlo nel frattempo sedutosi in panchina, Cuadrado è ormai tra i senatori dello spogliatoio bianconero: il 1º novembre 2020, sul finire della vittoriosa trasferta di campionato contro lo Spezia, dopo l'uscita dal campo di Bonucci riceve per la prima volta la fascia di capitano della squadra, che poi indossa per la prima volta dal 1' nella successiva gara interna del 21 novembre contro il Cagliari. Sigla le prime reti stagionali il 15 maggio 2021 nel successo per 3-2 contro l'Inter, realizzando una doppietta; il secondo e decisivo gol arriva su calcio di rigore, il primo trasformato dal colombiano in massima serie. Nonostante le dfficoltà in cui incappa la Juventus in quest'annata, costretta dopo nove anni ad abdicare nella difesa dello scudetto, nel corso del 2021 il centrocampista riesce comunque ad ampliare il proprio palmarès grazie alle affermazioni bianconere in Supercoppa italiana e Coppa Italia.
Col gruppo storico dei nove scudetti consecutivi ormai avviato al tramonto, nella stagione 2021-2022 neanche il ritorno in panchina di Allegri riesce a far rivivere in casa bianconera i fasti del recente passato, sicché Cuadrado e compagni si ritrovano dopo undici anni a chiudere la stagione senza mettere trofei in bacheca. Il colombiano si fa comunque notare per la rete che decide la gara interna di campionato contro la sua ex Fiorentina, per il gol olimpico che il 5 dicembre 2021 sblocca il punteggio nella vittoria casalinga sul Genoa e, infine, per la rete su calcio di punizione alla Sampdoria nell'esordio stagionale in Coppa Italia, la prima segnata in maglia bianconera in questa competizione.
Al termine della stagione 2022-2023, l'ultima trascorsa a Torino, lascia la Juventus alla scadenza naturale del proprio contratto, dopo avere totalizzato 314 presenze, 26 reti e undici trofei con la maglia bianconera.

#### Inter, Atalanta e Pisa
Il 19 luglio 2023, Cuadrado si accorda da svincolato con l'Inter, sempre in Serie A. Il successivo 19 agosto, fa il suo debutto in maglia nerazzurra, subentrando a Dumfries nella vittoria di campionato contro il Monza (2-0). Afflitto tuttavia da problemi al tendine di Achille sinistro, viene impiegato marginalmente nella prima parte della stagione, finché in dicembre non si rende necessaria un'operazione che lo costringe a rimanere fuori dal campo per i restanti mesi; può quindi fregiarsi solo da comprimario della vittoria dello scudetto, quello della seconda stella per il club milanese, nonché il sesto in carriera per il colombiano. Lascia l'Inter al termine della stessa annata, alla scadenza naturale del proprio contratto.
Il 26 agosto 2024, a stagione avviata, si accorda da svincolato con l'Atalanta, sempre nella massima serie italiana. Esordisce con gli orobici il successivo 19 settembre, al debutto stagionale in UEFA Champions League, nel pareggio interno per 0-0 contro l'Arsenal, rilevando Charles De Ketelaere nella ripresa. Dopo aver totalizzato 32 presenze, al termine della stagione lascia i bergamaschi senza rinnovare il contratto in scadenza.
Il 6 agosto 2025 viene ingaggiato a parametro zero dal Pisa, neopromosso in Serie A. Esordisce con i toscani il 17 dello stesso mese, nella partita sul campo del Cesena valida per i trentaduesimi di Coppa Italia, subentrando nel secondo tempo a Matteo Tramoni e trasformando il proprio tentativo nei tiri di rigore che qualificano i nerazzurri al turno successivo.

### Nazionale

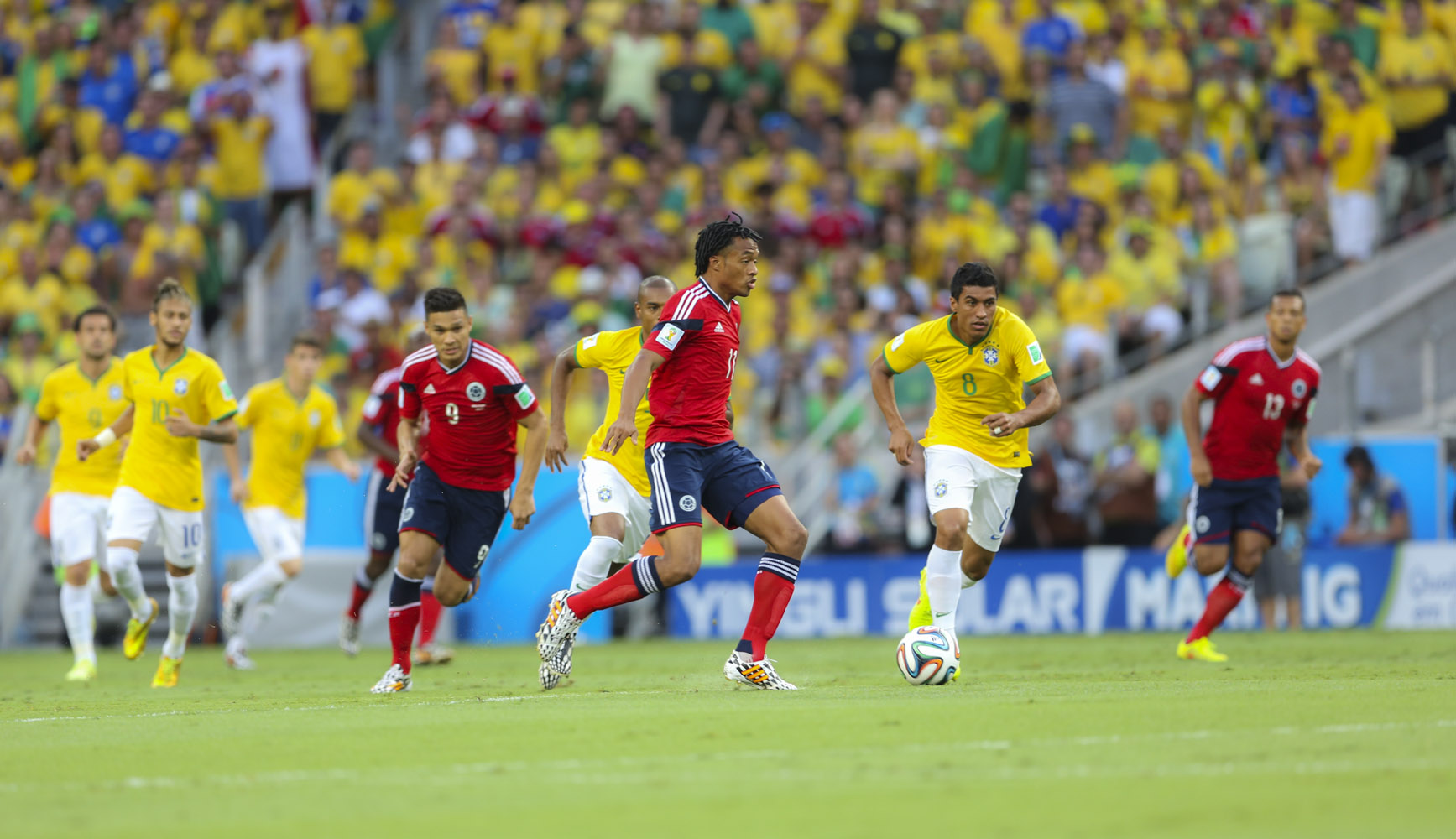
Cuadrado (al centro) in azione per la Colombia durante il

Debutta con la nazionale colombiana il 4 settembre 2010, nell'amichevole di Puerto La Cruz vinta 2-0 contro il Venezuela, trovando nell'occasione la rete che sblocca il risultato, la sua prima per i Cafeteros.
Nel 2011 viene convocato per la Copa América in Argentina, che vede la Colombia eliminata ai quarti di finale. A partire dalle qualificazioni sudamericane al campionato del mondo 2014, Cuadrado diventa un punto fermo della sua nazionale: nella fase finale in Brasile, in cui il cammino colombiano si ferma ai quarti di finale, l'esterno realizza il calcio di rigore che apre le marcature nella vittoria 4-1 sul Giappone della fase a gironi, oltre a fornire 4 assist ai compagni.
Nel successivo biennio partecipa alla Copa América di Cile 2015, che vede la sua nazionale estromessa ancora ai quarti di finale, e alla speciale Copa América Centenario negli Stati Uniti d'America, chiusa dalla Colombia al terzo posto – suo migliore risultato da quindici anni a quella parte.

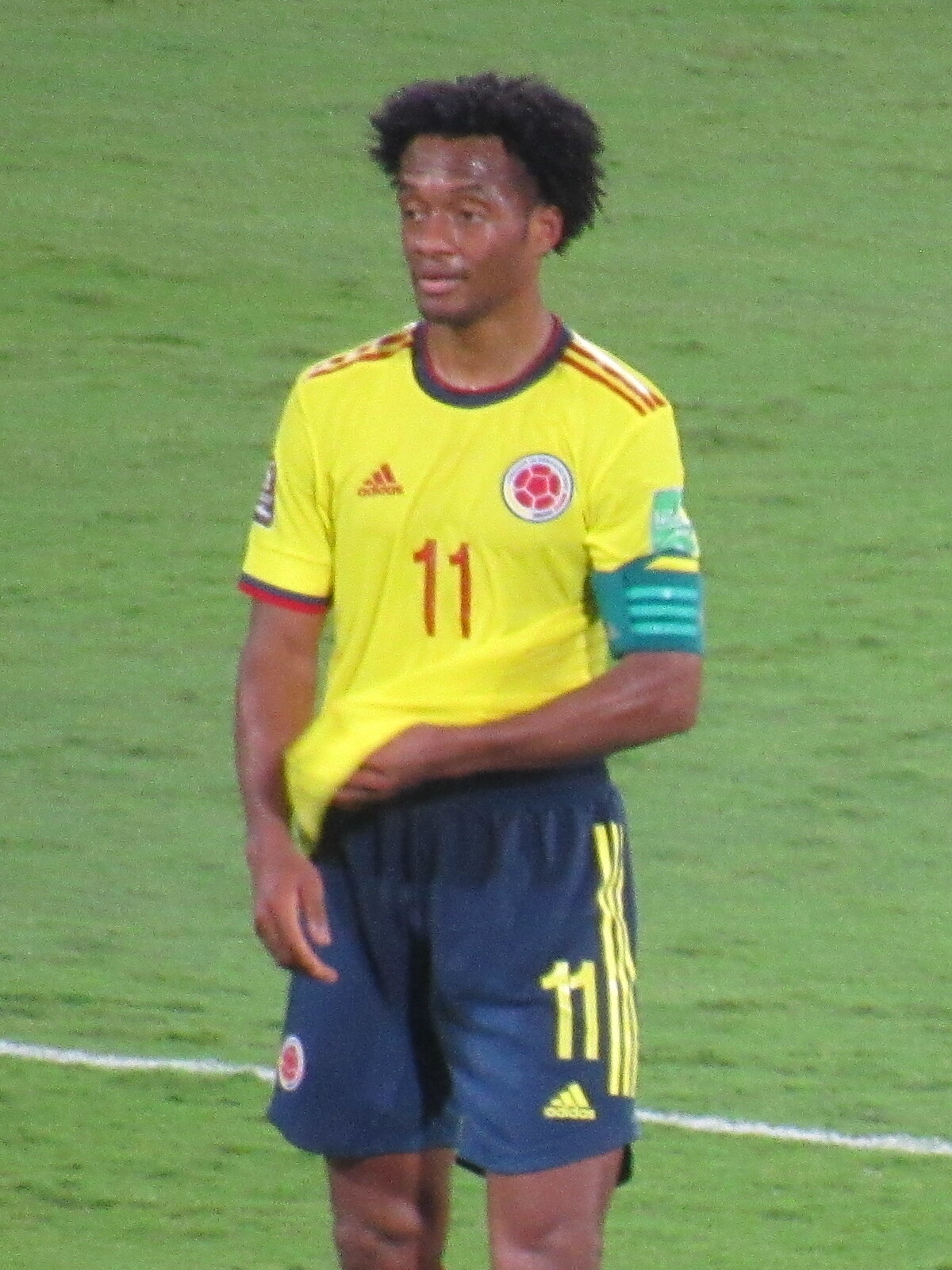
Cuadrado capitano della nazionale colombiana nel 2022

È tra i convocati al campionato del mondo 2018 in Russia, chiuso dai Cafeteros agli ottavi di finale contro l'Inghilterra (nonostante avesse realizzato il proprio tiro di rigore nel decisivo epilogo), e in cui Cuadrado segna il gol del definitivo 3-0 nella vittoriosa sfida della fase a gironi contro la Polonia.
L'anno seguente partecipa alla Copa América in Brasile, avventura chiusa dalla nazionale colombiana ai quarti di finale dopo la sconfitta ai rigori contro il Cile (nonostante, anche stavolta, Cuadrado avesse realizzato il suo tentativo). Nel settembre 2019, in occasione di alcuni impegni amichevoli, indossa per la prima volta la fascia di capitano dei Cafeteros.
Due anni dopo viene convocato per la successiva edizione della competizione. Titolare anche in questa rassegna, dopo avere saltato la sfida ai quarti contro l'Uruguay, rientra in semifinale contro l'Argentina, partita in cui raggiunge quota 100 presenze in nazionale: la gara si protrae sino ai rigori, dove Cuadrado segna il suo tiro, ma la sua realizzazione non è sufficiente ai colombiani per raggiungere la finale. Chiude la manifestazione al terzo posto, trovando anche il gol del parziale 1-1 nella finalina vinta 3-2 contro il Perù.
In seguito prende parte alle qualificazioni sudamericane al campionato del mondo 2022, da cui la Colombia rimane esclusa. Quindi tra il 2022 e il 2023 gioca le sue ultime gare coi Cafeteros, chiudendo la sua esperienza in nazionale con 116 presenze e 11 reti.

## Statistiche

### Presenze e reti nei club
Statistiche aggiornate al 6 agosto 2025.
| Stagione             | Squadra                | Campionato           | Campionato | Campionato | Coppe nazionali | Coppe nazionali | Coppe nazionali | Coppe continentali | Coppe continentali | Coppe continentali | Altre coppe | Altre coppe | Altre coppe | Totale | Totale | Totale |
| Stagione             | Squadra                | Comp                 | Pres       | Reti       | Comp            | Pres            | Reti            | Comp               | Pres               | Reti               | Comp        | Pres        | Reti        | Pres   | Reti   |        |
| -------------------- | ---------------------- | -------------------- | ---------- | ---------- | --------------- | --------------- | --------------- | ------------------ | ------------------ | ------------------ | ----------- | ----------- | ----------- | ------ | ------ | ------ |
| 2008                 | Independiente Medellín | CPA                  | 21         | 2          | -               | -               | -               | -                  | -                  | -                  | -           | -           | -           | 21     | 2      |        |
| 2009                 | Independiente Medellín | CPA                  | 9          | 0          | -               | -               | -               | CL                 | 2                  | 0                  | -           | -           | -           | 11     | 0      |        |
| Totale Ind. Medellín | Totale Ind. Medellín   | Totale Ind. Medellín | 30         | 2          |                 | -               | -               |                    | 2                  | 0                  |             |             |             | 32     | 2      |        |
| 2009-2010            | Udinese                | A                    | 11         | 0          | CI              | 1               | 0               | -                  | -                  | -                  | -           | -           | -           | 12     | 0      |        |
| 2010-2011            | Udinese                | A                    | 9          | 0          | CI              | 3               | 0               | -                  | -                  | -                  | -           | -           | -           | 12     | 0      |        |
| Totale Udinese       | Totale Udinese         | Totale Udinese       | 20         | 0          |                 | 4               | 0               |                    | -                  | -                  |             | -           | -           | 24     | 0      |        |
| 2011-2012            | Lecce                  | A                    | 33         | 3          | CI              | 0               | 0               | -                  | -                  | -                  | -           | -           | -           | 33     | 3      |        |
| 2012-2013            | Fiorentina             | A                    | 36         | 5          | CI              | 4               | 0               | -                  | -                  | -                  | -           | -           | -           | 40     | 5      |        |
| 2013-2014            | Fiorentina             | A                    | 32         | 11         | CI              | 3               | 1               | UEL                | 8                  | 3                  | -           | -           | -           | 43     | 15     |        |
| 2014-gen. 2015       | Fiorentina             | A                    | 17         | 4          | CI              | 1               | 1               | UEL                | 5                  | 1                  | -           | -           | -           | 23     | 6      |        |
| Totale Fiorentina    | Totale Fiorentina      | Totale Fiorentina    | 85         | 20         |                 | 8               | 2               |                    | 13                 | 4                  |             | -           | -           | 106    | 26     |        |
| gen.-giu. 2015       | Chelsea                | PL                   | 12         | 0          | FACup+CdL       | 0+1             | 0               | UCL                | 1                  | 0                  | -           | -           | -           | 14     | 0      |        |
| lug.-ago. 2015       | Chelsea                | PL                   | 1          | 0          | FACup+CdL       | 0               | 0               | UCL                | 0                  | 0                  | CS          | 0           | 0           | 1      | 0      |        |
| Totale Chelsea       | Totale Chelsea         | Totale Chelsea       | 13         | 0          |                 | 1               | 0               |                    | 1                  | 0                  |             | 0           | 0           | 15     | 0      |        |
| ago. 2015-2016       | Juventus               | A                    | 28         | 4          | CI              | 4               | 0               | UCL                | 8                  | 1                  | SI          | 0           | 0           | 40     | 5      |        |
| 2016-2017            | Juventus               | A                    | 30         | 2          | CI              | 3               | 0               | UCL                | 12                 | 1                  | SI          | 0           | 0           | 45     | 3      |        |
| 2017-2018            | Juventus               | A                    | 21         | 4          | CI              | 1               | 0               | UCL                | 6                  | 1                  | SI          | 1           | 0           | 29     | 5      |        |
| 2018-2019            | Juventus               | A                    | 18         | 1          | CI              | 0               | 0               | UCL                | 5                  | 0                  | SI          | 0           | 0           | 23     | 1      |        |
| 2019-2020            | Juventus               | A                    | 33         | 2          | CI              | 5               | 0               | UCL                | 6                  | 1                  | SI          | 1           | 0           | 45     | 3      |        |
| 2020-2021            | Juventus               | A                    | 30         | 2          | CI              | 3               | 0               | UCL                | 6                  | 0                  | SI          | 1           | 0           | 40     | 2      |        |
| 2021-2022            | Juventus               | A                    | 33         | 4          | CI              | 5               | 1               | UCL                | 7                  | 0                  | SI          | 0           | 0           | 45     | 5      |        |
| 2022-2023            | Juventus               | A                    | 31         | 1          | CI              | 2               | 1               | UCL+UEL            | 6+8                | 0                  | -           | -           | -           | 47     | 2      |        |
| Totale Juventus      | Totale Juventus        | Totale Juventus      | 224        | 20         |                 | 23              | 2               |                    | 64                 | 4                  |             | 3           | 0           | 314    | 26     |        |
| 2023-2024            | Inter                  | A                    | 10         | 0          | CI              | 0               | 0               | UCL                | 2                  | 0                  | SI          | 0           | 0           | 12     | 0      |        |
| ago. 2024-2025       | Atalanta               | A                    | 23         | 0          | CI              | 1               | 0               | UCL                | 8                  | 0                  | SI+SU       | 0           | 0           | 32     | 0      |        |
| 2025-2026            | Pisa                   | A                    | -          | -          | CI              | -               | -               | -                  | -                  | -                  | -           | -           | -           | -      | -      |        |
| Totale carriera      | Totale carriera        | Totale carriera      | 438        | 45         |                 | 37              | 4               |                    | 90                 | 8                  |             | 3           | 0           | 568    | 57     |        |

### Cronologia presenze e reti in nazionale
| Cronologia completa delle presenze e delle reti in nazionale ― Colombia | Cronologia completa delle presenze e delle reti in nazionale ― Colombia | Cronologia completa delle presenze e delle reti in nazionale ― Colombia | Cronologia completa delle presenze e delle reti in nazionale ― Colombia | Cronologia completa delle presenze e delle reti in nazionale ― Colombia | Cronologia completa delle presenze e delle reti in nazionale ― Colombia | Cronologia completa delle presenze e delle reti in nazionale ― Colombia | Cronologia completa delle presenze e delle reti in nazionale ― Colombia |
| Data                                                                    | Città                                                                   | In casa                                                                 | Risultato                                                               | Ospiti                                                                  | Competizione                                                            | Reti                                                                    | Note                                                                    |
| ----------------------------------------------------------------------- | ----------------------------------------------------------------------- | ----------------------------------------------------------------------- | ----------------------------------------------------------------------- | ----------------------------------------------------------------------- | ----------------------------------------------------------------------- | ----------------------------------------------------------------------- | ----------------------------------------------------------------------- |
| 3-9-2010                                                                | Puerto La Cruz                                                          | Venezuela                                                               | 0 – 2                                                                   | Colombia                                                                | Amichevole                                                              | 1                                                                       | 60’                                                                     |
| 7-9-2010                                                                | Monterrey                                                               | Messico                                                                 | 1 – 0                                                                   | Colombia                                                                | Amichevole                                                              | -                                                                       | 65’                                                                     |
| 8-10-2010                                                               | Harrison                                                                | Ecuador                                                                 | 0 – 1                                                                   | Colombia                                                                | Amichevole                                                              | -                                                                       | 68’                                                                     |
| 12-10-2010                                                              | Chester                                                                 | Stati Uniti                                                             | 0 – 0                                                                   | Colombia                                                                | Amichevole                                                              | -                                                                       | 63’                                                                     |
| 9-2-2011                                                                | Madrid                                                                  | Spagna                                                                  | 1 – 0                                                                   | Colombia                                                                | Amichevole                                                              | -                                                                       | 57’                                                                     |
| 29-3-2011                                                               | L'Aia                                                                   | Cile                                                                    | 2 – 0                                                                   | Colombia                                                                | Amichevole                                                              | -                                                                       | 53’                                                                     |
| 10-7-2011                                                               | Santa Fe                                                                | Colombia                                                                | 2 – 0                                                                   | Bolivia                                                                 | Coppa America 2011 - 1º turno                                           | -                                                                       | 51’                                                                     |
| 3-9-2011                                                                | Harrison                                                                | Honduras                                                                | 0 – 2                                                                   | Colombia                                                                | Amichevole                                                              | -                                                                       | 73’ 88’                                                                 |
| 29-2-2012                                                               | Miami Gardens                                                           | Messico                                                                 | 0 – 2                                                                   | Colombia                                                                | Amichevole                                                              | 1                                                                       | 84’                                                                     |
| 3-6-2012                                                                | Lima                                                                    | Perù                                                                    | 0 – 1                                                                   | Colombia                                                                | Qual. Mondiali 2014                                                     | -                                                                       | 72’                                                                     |
| 10-6-2012                                                               | Quito                                                                   | Ecuador                                                                 | 1 – 0                                                                   | Colombia                                                                | Qual. Mondiali 2014                                                     | -                                                                       | 66’                                                                     |
| 11-9-2012                                                               | Santiago del Cile                                                       | Cile                                                                    | 1 – 3                                                                   | Colombia                                                                | Qual. Mondiali 2014                                                     | -                                                                       | 46’                                                                     |
| 12-10-2012                                                              | Barranquilla                                                            | Colombia                                                                | 2 – 0                                                                   | Paraguay                                                                | Qual. Mondiali 2014                                                     | -                                                                       | 46’                                                                     |
| 16-10-2012                                                              | Barranquilla                                                            | Colombia                                                                | 3 – 0                                                                   | Camerun                                                                 | Amichevole                                                              | -                                                                       | 42’ 46’                                                                 |
| 14-11-2012                                                              | East Rutherford                                                         | Brasile                                                                 | 1 – 1                                                                   | Colombia                                                                | Amichevole                                                              | 1                                                                       |                                                                         |
| 6-2-2013                                                                | Miami Gardens                                                           | Guatemala                                                               | 1 – 4                                                                   | Colombia                                                                | Amichevole                                                              | -                                                                       | 46’                                                                     |
| 22-3-2013                                                               | Barranquilla                                                            | Colombia                                                                | 5 – 0                                                                   | Bolivia                                                                 | Qual. Mondiali 2014                                                     | -                                                                       | 79’                                                                     |
| 26-3-2013                                                               | Puerto Ordaz                                                            | Venezuela                                                               | 1 – 0                                                                   | Colombia                                                                | Qual. Mondiali 2014                                                     | -                                                                       | 65’                                                                     |
| 7-6-2013                                                                | Buenos Aires                                                            | Argentina                                                               | 0 – 0                                                                   | Colombia                                                                | Qual. Mondiali 2014                                                     | -                                                                       | 34’ 37’                                                                 |
| 11-6-2013                                                               | Barranquilla                                                            | Colombia                                                                | 2 – 0                                                                   | Perù                                                                    | Qual. Mondiali 2014                                                     | -                                                                       | 77’                                                                     |
| 14-8-2013                                                               | Barranquilla                                                            | Colombia                                                                | 1 – 0                                                                   | Serbia                                                                  | Amichevole                                                              | -                                                                       | 72’                                                                     |
| 6-9-2013                                                                | Barranquilla                                                            | Colombia                                                                | 1 – 0                                                                   | Ecuador                                                                 | Qual. Mondiali 2014                                                     | -                                                                       | 46’                                                                     |
| 10-9-2013                                                               | Montevideo                                                              | Uruguay                                                                 | 2 – 0                                                                   | Colombia                                                                | Qual. Mondiali 2014                                                     | -                                                                       | 69’                                                                     |
| 11-10-2013                                                              | Barranquilla                                                            | Colombia                                                                | 3 – 3                                                                   | Cile                                                                    | Qual. Mondiali 2014                                                     | -                                                                       | 48’                                                                     |
| 14-11-2013                                                              | Bruxelles                                                               | Belgio                                                                  | 0 – 2                                                                   | Colombia                                                                | Amichevole                                                              | -                                                                       | 69’                                                                     |
| 19-11-2013                                                              | Amsterdam                                                               | Paesi Bassi                                                             | 0 – 0                                                                   | Colombia                                                                | Amichevole                                                              | -                                                                       | 81’                                                                     |
| 5-3-2014                                                                | Cornellà de Llobregat                                                   | Colombia                                                                | 1 – 1                                                                   | Tunisia                                                                 | Amichevole                                                              | -                                                                       | 47’ 74’                                                                 |
| 6-6-2014                                                                | Buenos Aires                                                            | Colombia                                                                | 3 – 0                                                                   | Giordania                                                               | Amichevole                                                              | 1                                                                       | 46’ 75’                                                                 |
| 14-6-2014                                                               | Belo Horizonte                                                          | Colombia                                                                | 3 – 0                                                                   | Grecia                                                                  | Mondiali 2014 - 1º turno                                                | -                                                                       |                                                                         |
| 19-6-2014                                                               | Brasilia                                                                | Colombia                                                                | 2 – 1                                                                   | Costa d'Avorio                                                          | Mondiali 2014 - 1º turno                                                | -                                                                       |                                                                         |
| 24-6-2014                                                               | Cuiabá                                                                  | Giappone                                                                | 1 – 4                                                                   | Colombia                                                                | Mondiali 2014 - 1º turno                                                | 1                                                                       | 46’                                                                     |
| 28-6-2014                                                               | Rio de Janeiro                                                          | Colombia                                                                | 2 – 0                                                                   | Uruguay                                                                 | Mondiali 2014 - Ottavi di Finale                                        | -                                                                       | 81’                                                                     |
| 4-7-2014                                                                | Fortaleza                                                               | Brasile                                                                 | 2 – 1                                                                   | Colombia                                                                | Mondiali 2014 - Quarti di Finale                                        | -                                                                       | 80’                                                                     |
| 5-9-2014                                                                | Miami Gardens                                                           | Brasile                                                                 | 1 – 0                                                                   | Colombia                                                                | Amichevole                                                              | -                                                                       | 29’, 49’                                                                |
| 14-10-2014                                                              | Harrison                                                                | Canada                                                                  | 0 – 1                                                                   | Colombia                                                                | Amichevole                                                              | -                                                                       |                                                                         |
| 14-11-2014                                                              | Londra                                                                  | Stati Uniti                                                             | 1 – 2                                                                   | Colombia                                                                | Amichevole                                                              | -                                                                       | 88’                                                                     |
| 18-11-2014                                                              | Lubiana                                                                 | Slovenia                                                                | 0 – 1                                                                   | Colombia                                                                | Amichevole                                                              | -                                                                       | 80’                                                                     |
| 26-3-2015                                                               | Riffa                                                                   | Bahrein                                                                 | 0 – 6                                                                   | Colombia                                                                | Amichevole                                                              | -                                                                       | 82’                                                                     |
| 30-3-2015                                                               | Abu Dhabi                                                               | Colombia                                                                | 3 – 1                                                                   | Kuwait                                                                  | Amichevole                                                              | -                                                                       | 46’                                                                     |
| 6-6-2015                                                                | Buenos Aires                                                            | Colombia                                                                | 1 – 0                                                                   | Costa Rica                                                              | Amichevole                                                              | -                                                                       | 38’ 77’                                                                 |
| 14-6-2015                                                               | Rancagua                                                                | Colombia                                                                | 0 – 1                                                                   | Venezuela                                                               | Coppa America 2015 - 1º turno                                           | -                                                                       |                                                                         |
| 17-6-2015                                                               | Santiago del Cile                                                       | Brasile                                                                 | 0 – 1                                                                   | Colombia                                                                | Coppa America 2015 - 1º turno                                           | -                                                                       |                                                                         |
| 21-6-2015                                                               | Temuco                                                                  | Colombia                                                                | 0 – 0                                                                   | Perù                                                                    | Coppa America 2015 - 1º turno                                           | -                                                                       |                                                                         |
| 26-6-2015                                                               | Viña del Mar                                                            | Argentina                                                               | 0 – 0 (5 – 4 dtr)                                                       | Colombia                                                                | Coppa America 2015 - Quarti di finale                                   | -                                                                       | 40’                                                                     |
| 8-10-2015                                                               | Barranquilla                                                            | Colombia                                                                | 2 – 0                                                                   | Perù                                                                    | Qual. Mondiali 2018                                                     | -                                                                       |                                                                         |
| 13-10-2015                                                              | Montevideo                                                              | Uruguay                                                                 | 3 – 0                                                                   | Colombia                                                                | Qual. Mondiali 2018                                                     | -                                                                       | 90+3’                                                                   |
| 24-3-2016                                                               | La Paz                                                                  | Bolivia                                                                 | 2 – 3                                                                   | Colombia                                                                | Qual. Mondiali 2018                                                     | -                                                                       |                                                                         |
| 29-3-2016                                                               | Barranquilla                                                            | Colombia                                                                | 3 – 1                                                                   | Ecuador                                                                 | Qual. Mondiali 2018                                                     | -                                                                       | 61’ 85’                                                                 |
| 29-5-2016                                                               | Miami                                                                   | Colombia                                                                | 3 – 1                                                                   | Haiti                                                                   | Amichevole                                                              | 1                                                                       | 66’                                                                     |
| 3-6-2016                                                                | Santa Clara                                                             | Stati Uniti                                                             | 0 – 2                                                                   | Colombia                                                                | Coppa America Centenario - 1º turno                                     | -                                                                       |                                                                         |
| 7-6-2016                                                                | Pasadena                                                                | Colombia                                                                | 2 – 1                                                                   | Paraguay                                                                | Coppa America Centenario - 1º turno                                     | -                                                                       | 87’                                                                     |
| 11-6-2016                                                               | Houston                                                                 | Colombia                                                                | 2 – 3                                                                   | Costa Rica                                                              | Coppa America Centenario - 1º turno                                     | -                                                                       | 66’                                                                     |
| 17-6-2016                                                               | East Rutherford                                                         | Perù                                                                    | 0 – 0 (2 – 4 dtr)                                                       | Colombia                                                                | Coppa America Centenario - Quarti di finale                             | -                                                                       |                                                                         |
| 22-6-2016                                                               | Chicago                                                                 | Colombia                                                                | 0 – 2                                                                   | Cile                                                                    | Coppa America Centenario - Semifinale                                   | -                                                                       | 80’                                                                     |
| 25-6-2016                                                               | Glendale                                                                | Stati Uniti                                                             | 0 – 1                                                                   | Colombia                                                                | Coppa America Centenario - Finale 3º posto                              | -                                                                       | 73’ 74’                                                                 |
| 1-9-2016                                                                | Barranquilla                                                            | Colombia                                                                | 2 – 0                                                                   | Venezuela                                                               | Qual. Mondiali 2018                                                     | -                                                                       | 70’                                                                     |
| 6-9-2016                                                                | Manaus                                                                  | Brasile                                                                 | 2 – 1                                                                   | Colombia                                                                | Qual. Mondiali 2018                                                     | -                                                                       | 52’                                                                     |
| 6-10-2016                                                               | Asunción                                                                | Paraguay                                                                | 0 – 1                                                                   | Colombia                                                                | Qual. Mondiali 2018                                                     | -                                                                       | 82’                                                                     |
| 11-10-2016                                                              | Barranquilla                                                            | Colombia                                                                | 2 – 2                                                                   | Uruguay                                                                 | Qual. Mondiali 2018                                                     | -                                                                       | 82’                                                                     |
| 16-11-2016                                                              | San Juan                                                                | Argentina                                                               | 3 – 0                                                                   | Colombia                                                                | Qual. Mondiali 2018                                                     | -                                                                       | 76’                                                                     |
| 23-3-2017                                                               | Barranquilla                                                            | Colombia                                                                | 1 – 0                                                                   | Bolivia                                                                 | Qual. Mondiali 2018                                                     | -                                                                       |                                                                         |
| 28-3-2017                                                               | Quito                                                                   | Ecuador                                                                 | 0 – 2                                                                   | Colombia                                                                | Qual. Mondiali 2018                                                     | 1                                                                       |                                                                         |
| 7-6-2017                                                                | Murcia                                                                  | Spagna                                                                  | 2 – 2                                                                   | Colombia                                                                | Amichevole                                                              | -                                                                       | 31’ - 88’                                                               |
| 13-6-2017                                                               | Getafe                                                                  | Camerun                                                                 | 0 – 4                                                                   | Colombia                                                                | Amichevole                                                              | -                                                                       | 77’                                                                     |
| 31-8-2017                                                               | San Cristóbal                                                           | Venezuela                                                               | 0 – 0                                                                   | Colombia                                                                | Qual. Mondiali 2018                                                     | -                                                                       |                                                                         |
| 5-9-2017                                                                | Barranquilla                                                            | Colombia                                                                | 1 – 1                                                                   | Brasile                                                                 | Qual. Mondiali 2018                                                     | -                                                                       | 46’                                                                     |
| 5-10-2017                                                               | Barranquilla                                                            | Colombia                                                                | 1 – 2                                                                   | Paraguay                                                                | Qual. Mondiali 2018                                                     | -                                                                       | 63’                                                                     |
| 10-10-2017                                                              | Lima                                                                    | Perù                                                                    | 1 – 1                                                                   | Colombia                                                                | Qual. Mondiali 2018                                                     | -                                                                       |                                                                         |
| 1-6-2018                                                                | Bergamo                                                                 | Egitto                                                                  | 0 – 0                                                                   | Colombia                                                                | Amichevole                                                              | -                                                                       | 46’                                                                     |
| 19-6-2018                                                               | Saransk                                                                 | Colombia                                                                | 1 – 2                                                                   | Giappone                                                                | Mondiali 2018 - 1º turno                                                | -                                                                       | 30’                                                                     |
| 24-6-2018                                                               | Kazan'                                                                  | Polonia                                                                 | 0 – 3                                                                   | Colombia                                                                | Mondiali 2018 - 1º turno                                                | 1                                                                       |                                                                         |
| 28-6-2018                                                               | Samara                                                                  | Senegal                                                                 | 0 – 1                                                                   | Colombia                                                                | Mondiali 2018 - 1º turno                                                | -                                                                       |                                                                         |
| 3-7-2018                                                                | Mosca                                                                   | Colombia                                                                | 1 – 1 dts (3 – 4 dtr)                                                   | Inghilterra                                                             | Mondiali 2018 - Ottavi di finale                                        | -                                                                       | 118’                                                                    |
| 7-9-2018                                                                | Miami Gardens                                                           | Venezuela                                                               | 1 – 2                                                                   | Colombia                                                                | Amichevole                                                              | -                                                                       | 75’                                                                     |
| 11-9-2018                                                               | East Rutherford                                                         | Argentina                                                               | 0 – 0                                                                   | Colombia                                                                | Amichevole                                                              | -                                                                       | 69’ 78’                                                                 |
| 12-10-2018                                                              | Tampa                                                                   | Stati Uniti                                                             | 2 – 4                                                                   | Colombia                                                                | Amichevole                                                              | -                                                                       | 55’                                                                     |
| 17-10-2018                                                              | Harrison                                                                | Colombia                                                                | 3 – 1                                                                   | Costa Rica                                                              | Amichevole                                                              | -                                                                       | 64’                                                                     |
| 4-6-2019                                                                | Bogotà                                                                  | Colombia                                                                | 3 – 0                                                                   | Panama                                                                  | Amichevole                                                              | -                                                                       | 46’                                                                     |
| 9-6-2019                                                                | Lima                                                                    | Perù                                                                    | 0 – 3                                                                   | Colombia                                                                | Amichevole                                                              | -                                                                       | 18’ - 46’                                                               |
| 15-6-2019                                                               | Salvador                                                                | Argentina                                                               | 0 – 2                                                                   | Colombia                                                                | Coppa America 2019 - 1º turno                                           | -                                                                       | 60’ 64’                                                                 |
| 19-6-2019                                                               | San Paolo                                                               | Colombia                                                                | 1 – 0                                                                   | Qatar                                                                   | Coppa America 2019 - 1º turno                                           | -                                                                       | 64’                                                                     |
| 23-6-2019                                                               | Salvador                                                                | Colombia                                                                | 1 – 0                                                                   | Paraguay                                                                | Coppa America 2019 - 1º turno                                           | -                                                                       | 58’                                                                     |
| 29-6-2019                                                               | San Paolo                                                               | Colombia                                                                | 0 – 0 (4 – 5 dtr)                                                       | Cile                                                                    | Coppa America 2019 - Quarti di finale                                   | -                                                                       | 70’                                                                     |
| 7-9-2019                                                                | Miami Gardens                                                           | Brasile                                                                 | 2 – 2                                                                   | Colombia                                                                | Amichevole                                                              | -                                                                       | 87’                                                                     |
| 10-9-2019                                                               | Tampa                                                                   | Colombia                                                                | 0 – 0                                                                   | Venezuela                                                               | Amichevole                                                              | -                                                                       | cap. 57’                                                                |
| 12-10-2019                                                              | Alicante                                                                | Colombia                                                                | 0 – 0                                                                   | Cile                                                                    | Amichevole                                                              | -                                                                       | cap. 50’                                                                |
| 15-10-2019                                                              | Lilla                                                                   | Algeria                                                                 | 3 – 0                                                                   | Colombia                                                                | Amichevole                                                              | -                                                                       | 46’                                                                     |
| 16-11-2019                                                              | Miami Gardens                                                           | Colombia                                                                | 1 – 0                                                                   | Perù                                                                    | Amichevole                                                              | -                                                                       | 77’                                                                     |
| 19-11-2019                                                              | Harrison                                                                | Ecuador                                                                 | 0 – 1                                                                   | Colombia                                                                | Amichevole                                                              | -                                                                       | 65’                                                                     |
| 9-10-2020                                                               | Barranquilla                                                            | Colombia                                                                | 3 – 0                                                                   | Venezuela                                                               | Qual. Mondiali 2022                                                     | -                                                                       | 59’                                                                     |
| 13-10-2020                                                              | Santiago del Cile                                                       | Cile                                                                    | 2 – 2                                                                   | Colombia                                                                | Qual. Mondiali 2022                                                     | -                                                                       |                                                                         |
| 13-11-2020                                                              | Barranquilla                                                            | Colombia                                                                | 0 – 3                                                                   | Uruguay                                                                 | Qual. Mondiali 2022                                                     | -                                                                       |                                                                         |
| 17-11-2020                                                              | Quito                                                                   | Ecuador                                                                 | 6 – 1                                                                   | Colombia                                                                | Qual. Mondiali 2022                                                     | -                                                                       | 66’                                                                     |
| 3-6-2021                                                                | Lima                                                                    | Perù                                                                    | 0 – 3                                                                   | Colombia                                                                | Qual. Mondiali 2022                                                     | -                                                                       |                                                                         |
| 8-6-2021                                                                | Barranquilla                                                            | Colombia                                                                | 2 – 2                                                                   | Argentina                                                               | Qual. Mondiali 2022                                                     | -                                                                       |                                                                         |
| 13-6-2021                                                               | Cuiabá                                                                  | Colombia                                                                | 1 – 0                                                                   | Ecuador                                                                 | Coppa America 2021 - 1º turno                                           | -                                                                       |                                                                         |
| 17-6-2021                                                               | Goiânia                                                                 | Colombia                                                                | 0 – 0                                                                   | Venezuela                                                               | Coppa America 2021 - 1º turno                                           | -                                                                       | 77’                                                                     |
| 20-6-2021                                                               | Goiânia                                                                 | Colombia                                                                | 1 – 2                                                                   | Perù                                                                    | Coppa America 2021 - 1º turno                                           | -                                                                       |                                                                         |
| 23-6-2021                                                               | Rio de Janeiro                                                          | Brasile                                                                 | 2 – 1                                                                   | Colombia                                                                | Coppa America 2021 - 1º turno                                           | -                                                                       | 70’                                                                     |
| 6-7-2021                                                                | Brasilia                                                                | Argentina                                                               | 1 – 1 (3 – 2 dtr)                                                       | Colombia                                                                | Coppa America 2021 - Semifinale                                         | -                                                                       | 45+4’                                                                   |
| 10-7-2021                                                               | Brasilia                                                                | Colombia                                                                | 3 – 2                                                                   | Perù                                                                    | Coppa America 2021 - Finale 3º posto                                    | 1                                                                       |                                                                         |
| 2-9-2021                                                                | La Paz                                                                  | Bolivia                                                                 | 1 – 1                                                                   | Colombia                                                                | Qual. Mondiali 2022                                                     | -                                                                       |                                                                         |
| 5-9-2021                                                                | Asunción                                                                | Paraguay                                                                | 1 – 1                                                                   | Colombia                                                                | Qual. Mondiali 2022                                                     | 1                                                                       |                                                                         |
| 9-9-2021                                                                | Barranquilla                                                            | Colombia                                                                | 3 – 1                                                                   | Cile                                                                    | Qual. Mondiali 2022                                                     | -                                                                       |                                                                         |
| 7-10-2021                                                               | Montevideo                                                              | Uruguay                                                                 | 0 – 0                                                                   | Colombia                                                                | Qual. Mondiali 2022                                                     | -                                                                       | 63’ 80’                                                                 |
| 14-10-2021                                                              | Barranquilla                                                            | Colombia                                                                | 0 – 0                                                                   | Ecuador                                                                 | Qual. Mondiali 2022                                                     | -                                                                       |                                                                         |
| 11-11-2021                                                              | San Paolo                                                               | Brasile                                                                 | 1 – 0                                                                   | Colombia                                                                | Qual. Mondiali 2022                                                     | -                                                                       | 43’                                                                     |
| 16-11-2021                                                              | Barranquilla                                                            | Colombia                                                                | 0 – 0                                                                   | Paraguay                                                                | Qual. Mondiali 2022                                                     | -                                                                       |                                                                         |
| 28-1-2022                                                               | Barranquilla                                                            | Colombia                                                                | 0 – 1                                                                   | Perù                                                                    | Qual. Mondiali 2022                                                     | -                                                                       |                                                                         |
| 1-2-2022                                                                | Córdoba                                                                 | Argentina                                                               | 1 – 0                                                                   | Colombia                                                                | Qual. Mondiali 2022                                                     | -                                                                       |                                                                         |
| 24-3-2022                                                               | Barranquilla                                                            | Colombia                                                                | 3 – 0                                                                   | Bolivia                                                                 | Qual. Mondiali 2022                                                     | -                                                                       | 68’ 74’                                                                 |
| 25-9-2022                                                               | Harrison                                                                | Colombia                                                                | 4 – 1                                                                   | Guatemala                                                               | Amichevole                                                              | -                                                                       | 46’                                                                     |
| 27-9-2022                                                               | Santa Clara                                                             | Messico                                                                 | 2 – 3                                                                   | Colombia                                                                | Amichevole                                                              | -                                                                       |                                                                         |
| 16-6-2023                                                               | Valencia                                                                | Colombia                                                                | 1 – 0                                                                   | Iraq                                                                    | Amichevole                                                              | -                                                                       | cap. 59’                                                                |
| 20-6-2023                                                               | Gelsenkirchen                                                           | Germania                                                                | 0 – 2                                                                   | Colombia                                                                | Amichevole                                                              | 1                                                                       | cap. 90+4’                                                              |
| 7-9-2023                                                                | Barranquilla                                                            | Colombia                                                                | 1 – 0                                                                   | Venezuela                                                               | Qual. Mondiali 2026                                                     | -                                                                       | cap. 46’                                                                |
| Totale                                                                  |                                                                         | Presenze (2º posto)                                                     | 116                                                                     |                                                                         | Reti                                                                    | 11                                                                      |                                                                         |

## Palmarès

### Club
- Coppa di Lega inglese: 1

Chelsea: 2014-2015
- Campionato inglese: 1

Chelsea: 2014-2015
- Campionato italiano: 6

Juventus: 2015-2016, 2016-2017, 2017-2018, 2018-2019, 2019-2020
Inter: 2023-2024
- Coppa Italia: 4

Juventus: 2015-2016, 2016-2017, 2017-2018, 2020-2021
- Supercoppa italiana: 3

Juventus: 2018, 2020
Inter: 2023